# Real Consiglio degli Ordini Militari

Croci dei quattro ordini militari spagnoli

Il Real Consiglio degli Ordini Militari è una istituzione del Regno di Spagna incaricata del funzionamento dei quattro ordini militari spagnoli: Santiago, Calatrava, Alcantara e Montesa, e delle cerimonie in comune.
Svolge inoltre opere di carattere amministrativo ed istituzionale, gestisce le richieste di coloro che desiderano entrare negli ordini, patrocina le loro iniziative, organizza ritiri spirituali e le manifestazioni in occasioni delle feste più note, assegna borse di studio. Uno dei pilastri ideologici del Consiglio Reale è la fedeltà alla corona spagnola, come una fonte di convivenza e segno di identità.
La tradizionale vocazione militare del Consiglio oggi si riflette nel gemellaggio con la Guardia Real e nella collaborazione con l'Istituto di Storia Militare e della Cultura.

## Storia
Il Consiglio ebbe forma ufficiale nel 1523 quando il re Carlo I fu nominato Gran Maestro degli Ordini Militari spagnoli e i suoi consiglieri cavalieri.
Durante il XVI secolo tenne un'attività continua, anche se le sue decisioni erano di carattere eminentemente tecnico. Dal XVII secolo il Consiglio fu depositario della tradizione nobiliare, diventando noto anche come Consejo de la Nobleza (Consiglio della Nobiltà).
Nel 1793, su richiesta del Consiglio degli Ordini Militari e per rispondere alla richiesta di re Carlo IV di Spagna, per combattere la Rivoluzione francese venne creato il  Regimiento de Infantería "Órdenes Militares" n.º 40, sciolto poi nel 1985.
Nel 1875 vi fu la costituzione del "Priorato degli Ordini Militari"  (bolla "Ad Apostolicam" di Papa Pio IX); il Priore dei quattro ordini religioso-cavallereschi, oggi nominato dal Papa (ma fino al 1936 scelto dal Re tra il clero degli Ordini stessi e poi confermato dal Papa come vescovo), è colui che assume i diritti e gli obblighi inerenti alla posizione. Il Priore ottenne di essere vescovo titolare della Diocesi di Dora e la giurisdizione ecclesiastica sopra la provincia civile di Ciudad Real (vicino la sede storica dell'Ordine di Calatrava) rinunciando contemporaneamente alle diverse giurisdizioni autonome sparse per la Spagna . Questo grande Priorato nullius fu elevato a Diocesi di Ciudad Real nel 1980, conservando per il vescovo il ruolo di (Gran) Priore degli Ordini Militari spagnoli. 

### XX secolo
Il 9 aprile del 1981, dopo cinquant'anni di vacanza, re Juan Carlos I di Spagna nominò suo padre Juan di Borbone-Spagna presidente del Real Consiglio degli Ordini Militari. Tuttavia, anche se questi indossò le vesti di Gran Maestro, non ebbe mai occasione di esercitarne i poteri. A lui seguì re Juan Carlos, e dopo l'abdicazione suo figlio Filippo VI.
Dopo la sua morte (1993) la carica è stata affidata all'Infante Carlo Maria di Borbone-Due Sicilie Duca di Calabria e dal 2014 al figlio di questi Pedro di Borbone-Due Sicilie, duca di Calabria.
Il priore del Consiglio degli ordini militari, di nomina pontificia, è il Vescovo di Ciudad Real, dal 20 marzo 2003 Monsignor Antonio Algora Hernando, fino al 2016 quando gli è succeduto Gerardo Melgar Viciosa. Ogni anno in occasione della festa del Corpus Domini il presidente del Real Consiglio presenta al Vescovo priore quattro borse di studio per il seminario di Ciudad Real.

## Organizzazione
- Gran Maestro - Filippo VI di Spagna [4]
- Presidente - Pietro di Borbone-Due Sicilie
- Priore - Gerardo Melger Viciosa [5]

## Gli ordini
- Ordine militare di Alcántara
- Ordine militare di Calatrava
- Ordine militare di Montesa
- Ordine militare di Santiago